# C.C. DeVille
Bruce Anthony Johannesson (* 14. května 1962 Brooklyn) je americký kytarista, jenž se proslavil jako člen rockové kapely Poison.

## Život a kariéra
Na kytaru začal hrát v 5 letech poté, co dostal japonskou kopii Telecasteru. Jeho vztah k hudbě rostl, především zásluhou rockových skupin Led Zeppelin, The Rolling Stones, Aerosmith, Black Sabbath, Van Halen, The Who, Queen, New York Dolls, Cheap Trick a Kiss.
Vystudoval hudební teorii na Newyorské univerzitě, ale studium nedokončil, místo toho se v roce 1981 přestěhoval do Los Angeles, kde hrál v různých skupinách. V roce 1985 se přihlásil na konkurz skupiny Poison, kde se o místo ucházel i Slash, ale DeVille byl úspěšnější.
V roce 1991 ze skupiny Poison odešel, důvodem bylo užívání návykových látek a spory s ostatními členy kapely, především s Bretem Michaelsem, který vyvrcholil vzájemným fyzickým napadením v zákulisí při udělování cen MTV Video Music Awards v roce 1991. Poté skupina sice vystoupila, ale DeVille zahrál na kytaru špatnou skladbu.
Po svém odchodu založil skupinu Needle Park, ve které účinkoval zpěvák Spike (The Quireboys), baskytarista Tommy Henriksen (později Alice Cooper) a bubeník James Kottak (později Scorpions).
Později založil skupinu s názvem Samantha 7 (dříve The Stepmothers), skupina dokonce zahrála v roce 1999 na festivalu Woodstock. Skupina v roce 2000 vydala stejnojmenné album Samantha 7 a na jeho propagaci podnila turné po Spojených státech amerických a Spojeném království.
V roce 1996 se vrátil do skupiny Poison, jejímž je členem.

## Osobní život
Žije s partnerkou Shannon Malone, v březnu 2007 se jim narodil syn Vallon DeVille Johannesson.
DeVille je oddaný křesťan.